# Organizzazione per la cooperazione e lo sviluppo economico
L'Organizzazione per la cooperazione e lo sviluppo economico (OCSE) – in inglese Organization for Economic Co-operation and Development (OECD), e in francese Organisation de coopération et de développement économiques (OCDE) – è un'organizzazione internazionale di studi economici per i Paesi membri, Paesi sviluppati aventi in comune un'economia di mercato.
L'organizzazione svolge prevalentemente un ruolo di assemblea consultiva che consente un'occasione di confronto delle esperienze politiche, per la risoluzione dei problemi comuni, l'identificazione di pratiche commerciali e il coordinamento delle politiche locali e internazionali dei Paesi membri. Ha sede a Parigi nello Château de la Muette.
Gli ultimi Paesi ad aver aderito all'OCSE sono la Lituania (il 5 luglio 2018), la Colombia (il 28 aprile 2020) e la Costa Rica (il 25 maggio 2021), per un totale di 38 Paesi membri.

## Storia

### L'Organizzazione per la cooperazione economica europea
La nascita dell'organismo, inizialmente come Organizzazione per la cooperazione economica europea (OECE), fu dovuta all'esigenza di dar vita a forme di cooperazione e coordinamento in campo economico tra le nazioni europee nel periodo immediatamente successivo alla seconda guerra mondiale.
Tra gli obiettivi vi era, soprattutto, quello di usufruire al meglio degli aiuti statunitensi dell'European Recovery Program (ERP), meglio conosciuto come Piano Marshall. Nell'aprile del 1948 si giunse così alla firma di una prima convenzione per la cooperazione economica, entrata in vigore il 28 luglio 1948 e ratificata da 18 Stati europei più la Turchia.
La Repubblica Federale Tedesca divenne membro solo dopo la fine del periodo di occupazione da parte dei Paesi alleati, e la Spagna aderì nel 1959.
La cooperazione economica tra gli aderenti fu sviluppata essenzialmente attraverso una liberalizzazione dei rispettivi scambi, attuata puntando alla liberalizzazione degli scambi industriali e dei movimenti di capitali. Nel 1950, in particolare, i Paesi membri dell'OECE diedero vita all'Unione europea dei pagamenti (UEP) che introduceva un sistema di pagamenti multilaterali, permettendo una compensazione dei crediti in una moneta europea di uno Stato membro verso l'altro. Questo sistema si trasformò nel 1959 in un regime di piena convertibilità delle monete, con mutamento dell'UEP nell'accordo monetario europeo.

### Dall'OECE all'OCSE
All'inizio del 1960 appariva evidente che un vero processo di integrazione europea poteva avvenire solo successivamente a una revisione dell'OECE nella direzione di vera e propria unione economica tra Stati aderenti. La cosa risultava impossibile a seguito della creazione, nel 1957, da parte di Belgio, Francia, Germania Ovest, Italia, Lussemburgo e Paesi Bassi delle Comunità europee (CEE e CEEA, che facevano seguito alla nascita della CECA del 1951), e da altri sette Paesi europei nel 1960 dell'Associazione europea di libero scambio (EFTA).
Il 14 dicembre 1960 si giunse, a Parigi, alla firma di una nuova convenzione da cui nacque l'Organizzazione per la cooperazione e lo sviluppo economico (OCSE), entrata in funzione il 30 settembre 1961 e sostitutiva dell'OECE. Entrarono a farne parte i Paesi che avevano aderito all'OECE, oltre a Canada e Stati Uniti d'America mentre, in un secondo momento, aderirono anche Giappone (1964), Finlandia (1969), Australia (1971), Nuova Zelanda (1973), Messico (1994), Corea del Sud (1996), e infine, dopo la dissoluzione del blocco comunista e delle organizzazioni internazionali quali il COMECON, anche Repubblica Ceca (1995), Polonia e Ungheria (1996), Slovacchia (2000). Infine, nel 2010, il Cile e l'Estonia sono divenuti membri e sono stati invitati a far parte dell'Organizzazione anche Israele e Slovenia.
Il 15 ottobre 1998 le è stato riconosciuto lo status di osservatore dell'Assemblea generale delle Nazioni Unite.

### Allargamento all'Europa centrale
Nel 1989, dopo le Rivoluzioni di quel periodo, l'OCSE ha iniziato ad assistere i Paesi dell'Europa centrale (in particolare il gruppo Visegrád) nella preparazione delle riforme dell'economia di mercato. Nel 1990 è stato istituito il Centro per la cooperazione con le economie europee in transizione (ora succeduto al Centro per la cooperazione con i non membri) e nel 1991 è stato lanciato il programma "Partner in transizione" a favore della Cecoslovacchia, dell'Ungheria e della Polonia. Questo programma comprendeva anche un'opzione di adesione per questi Paesi. In seguito a ciò, Polonia, Ungheria, Repubblica Ceca e Slovacchia, nonché Messico e Corea del Sud sono diventati membri dell'OCSE tra il 1994 e il 2000.
L'OCSE ha così superato il ruolo di organizzazione europea e ha allargato la sua azione verso obiettivi di integrazione e cooperazione economica e finanziaria tra i maggiori Paesi del cosiddetto Occidente.
Il 5 luglio 2022 il primo ministro Denys Šmyhal' ha presentato la domanda di adesione dell'Ucraina all'organizzazione.

## Organizzazione

### Struttura
La struttura istituzionale dell'OCSE comprende:
- un consiglio composto da un rappresentante per ogni Paese;
- un comitato esecutivo composto dai rappresentanti di delegazioni permanenti di 14 membri eletti annualmente;
- i comitati e i gruppi di lavoro specializzati;
- le delegazioni permanenti dei Paesi membri sotto forma di missioni diplomatiche dirette quindi dagli ambasciatori;
- il segretariato internazionale, a disposizione dei comitati e degli altri organi.

### Segretario generale
- 1948–1955:  Robert Marjolin
- 1955–1960:  René Sergent
- 1960–1969:  Thorkil Kristensen
- 1969–1984:  Emiel van Lennep
- 1984–1994:  Jean-Claude Paye
- 1994:  Staffan Sohlman (ad interim)
- 1994–1996:  Jean-Claude Paye
- 1996–2006:  Don Johnston
- 2006–2021:  Ángel Gurría
- dal 2021:  Mathias Cormann

## Paesi membri
L'OCSE conta attualmente 38 membri attivi.
Tra i paesi membri, Messico e Turchia sono classificati dalla Banca Mondiale come Paesi a economia con PIL pro-capite medio-alto, mentre gli altri sono classificati come Paesi ad alto livello di PIL.
Paesi membri fondatori dell'OECE (1948):
- Austria;
- Belgio;
- Danimarca;
- Francia;
- Grecia;
- Irlanda;
- Islanda;
- Italia;
- Lussemburgo;

- Norvegia;
- Paesi Bassi;
- Portogallo;
- Regno Unito;
- Svezia;
- Svizzera;
- Turchia.

Paesi che hanno aderito all'OECE/OCSE successivamente (elencati cronologicamente in ordine di adesione):
- Germania Ovest (1955);
- Spagna (1959);
- Canada (1961);
- Stati Uniti (1961);
- Giappone (1964);
- Finlandia (1969);
- Australia (1971);
- Nuova Zelanda (1973);
- Messico (1994);
- Rep. Ceca (1995);
- Corea del Sud (1996);

- Polonia (1996);
- Ungheria (1996);
- Slovacchia (2000);
- Cile (2010);
- Estonia (2010).
- Israele (2010);
- Slovenia (2010);
- Lettonia (2016);
- Lituania (2018);
- Colombia (2020);
- Costa Rica (2021).

La Commissione europea partecipa ai lavori dell'OCSE a fianco dei Paesi membri dell'Unione europea.

## Paesi la cui richiesta di adesione è all'esame del Consiglio dell'OCSE
- Argentina
- Brasile
- Bulgaria
- Croazia
- Indonesia
- Perù
- Romania
- Thailandia
- Ucraina

## Ex membri
Territorio Libero di Trieste (Zona A) (membro dell'OECE fino al 1954, quando ha cessato di esistere come entità territoriale indipendente).

## Politiche

### La regolazione pubblica
La nozione della regolazione include le regolazioni normative e quelle amministrative, vincolanti e no, nonché gli atti amministrativi (Orders) di portata non generale e diretti a una pluralità di destinatari per regolare diritti e obblighi nei rapporti interprivati e con la pubblica amministrazione. Tendenzialmente, esclude il diritto penale, caratterizzato da obblighi di non fare piuttosto che di fare, così come anche agli illeciti previsti nel diritto civile azionati da soggetti privati e non dal pubblico interesse.
L'analisi dell'OCSE - espressa mediante rapporti periodici - persegue l'obbiettivo di migliorare la qualità della regolazione per di ridurre i costi di famiglie, imprese e pubbliche amministrazioni: da essa scaturiscono programmi di riforma della regolazione, che adottando un approccio di tipo minimalista tendono a lasciare in vigore l'insieme di norme strettamente necessarie a garantire servizi di interesse economico generale. In ambito economico, si propongono di garantire mercati aperti, efficienti, concorrenziali e privi di barriere all'entrata di nuovi operatori economici. Le riforme della regolazione sono rese necessarie alla luce del progresso tecnico-scientifico e dell'evoluzione della domanda che rendono la precedente legislazione obsoleta e non più cost-effective, mantenendo l'opportunità di isolare le aree a fallimento di mercato dal mercato funzionante dal punto di vista concorrenziale. Nel caso delle prime, è ritenuto legittimo l'intervento pubblico.
Gli strumenti principali dell'OCSE sono la liberalizzazione, la semplificazione normativa e amministrativa, l'analisi di impatto della regolazione (RIA) dei Paesi membri sui fornitori di beni di servizi e sugli utenti finali. Tramite quest'ultimo strumento, simile a un'analisi SWOT, l'OCSE elabora proposte di delegificazione, deregolamentazione e ri-regolazione in conformità agli standard internazionali.

### Regulatory Reform Programs
I Regulatory Reform programs sono un insieme di politiche perseguite dall'OCSE a livello globale fin dai primi anni duemila. I documenti tendenzialmente distinguono una economic regulation applicabile alle attività economiche di un mercato attuale o potenziale, da una social regulation che ricomprende temi quali salute, ambiente, sicurezza dei lavoratori e interesse dei consumatori.
Il primo caso di proposte OCSE di riforma della regolazione avvenne negli anni settanta con il Consensus OCSE, che dettava buone pratiche per il supporto finanziario (nella trade finance) al credito all'esportazione.
Dal 1987 al 1999, diciannove Paesi membri dell'OCSE hanno poi riformato la regolazione del settore energetico nazionale, dove nel caso italiano si sovrapponevano le competenze dell'authority, del Ministero dell'Industria e del Ministero dell'Ambiente, del Comitato Interministeriale per la Programmazione Economica e di svariate autorità regionali o locali.
Un nuovo programma di regolazione è stato offerto anche nel settore delle telecomunicazioni, nel quale l'apertura del mercato delle dorsali a banda larga e dell'ultimo miglio, unitamente a politiche di stimolo della domanda di servizi Internet, fin dai primi anni duemila sono stati considerati come un volano per favorire la condivisione della conoscenza codificata e dei progressi tecnologici, oltreché per stringere il legame fra sviluppo tecnologico e business d'impresa.
Dal 1998 al 2001, per la radicale riforma della pubblica amministrazione coreana l'OCSE ha adottato anche lo strumento delle consultazioni pubbliche e di un vasto partenariato con i soggetti privati impattati dalla legislazione e coinvolti direttamente nel processo normativo a motivo delle proprie esperienze tecniche. Nello stesso tempo, ai quadri e ai dirigenti della pubblica amministrazione è stata offerta la possibilità di offrire la propria collaborazione ai ministeri e al governo centrale nel conseguimento di specifici obbiettivi di servizio. L'ultima analisi effettuata dall'OCSE sull'Italia riguarda lo stato di salute della sanità, con dati aggiornati al 2019.